# إلزه شميت
إلزه شميت (بالألمانية: Else Schmitt)‏ هي مؤولة ‏ ألمانية، ولدت في 2 مايو 1921 في برول في ألمانيا، وتوفيت في 22 مارس 1995.